# المباريات الفاصلة المؤهلة لكأس الاتحاد الآسيوي 2018
مباريات فاصلة تأهيلية في كأس الاتحاد الآسيوي 2018 تلعب في الفترة من 22 إلى 20 فبراير 2018. يتنافس إجمالي 13 فريقا في المباريات الفاصلة التأهيلية لتحديد خمسة من الأماكن الـ36 في مرحلة المجموعات من كأس الاتحاد الآسيوي 2018.

## الفرق
| المنطقة     | الفرق التي تدخل في الجولة الفاصلة          | الفرق التي تدخل في الجولة التمهيدية                       |
| ----------- | ------------------------------------------ | --------------------------------------------------------- |
| غرب آسيا    | - نادي السويق - هلال القدس                 |                                                           |
| آسيا الوسطى | - نادي خجند                                | - آخال - نادي دوردوي بيشكك                                |
| جنوب آسيا   |                                            | - نادي بنغالورو - تي سي سبورتس - سايف - ترانسبورت يونايتد |
| آسيان       | - نادي لاو تويوتا - نادي بويونغ كيت أنغكور |                                                           |
| شرق آسيا    | - هوايبول - إركيم                          |                                                           |

## الجولة التمهيدية
ما مجموعه 6 فرق تلعب في الجولة التمهيدية.

| الفريق الأول      | إجم.        | الفريق الثاني | مباراة الذهاب | مباراة الإياب |
| آسيا الوسطى       | آسيا الوسطى | آسيا الوسطى   | آسيا الوسطى   | آسيا الوسطى   |
| ----------------- | ----------- | ------------- | ------------- | ------------- |
| نادي دوردوي بيشكك | 3–5         | آخال          | 1–3           | 2–2           |
| جنوب آسيا         |             |               |               |               |
| ترانسبورت يونايتد | 0–3         | نادي بنغالورو | 0–0           | 0–3           |
| سايف              | 1–4         | تي سي سبورتس  | 0–1           | 1–3           |

### منطقة آسيا الوسطى
| نادي دوردوي بيشكك            | 1–3   | آخال                                        |
| ---------------------------- | ----- | ------------------------------------------- |
| - كايرات جيرغالبيك أوولو 19' | تقرير | - سليمان موهادوف 1' - ميرات أناييف 75'، 86' |

| آخال                                           | 2–2   | نادي دوردوي بيشكك       |
| ---------------------------------------------- | ----- | ----------------------- |
| - ديدار حجييف 39' (ركلة.) - سليمان موهادوف 88' | تقرير | - أمير غورباني 58'، 69' |

فاز آخال 5–3 في الإجمالي

### منطقة جنوب آسيا
| ترانسبورت يونايتد | 0–0   | نادي بنغالورو |
| ----------------- | ----- | ------------- |
|                   | تقرير |               |

| نادي بنغالورو                                                         | 3–0   | ترانسبورت يونايتد |
| --------------------------------------------------------------------- | ----- | ----------------- |
| - بويتانغ هاوكيب 27' - دانييل لالهليمبويا 54' - تونغكوسييم هاوكيب 62' | تقرير |                   |

فاز بنغالورو 3–0 في الإجمالي.
| سايف | 0–1   | تي سي سبورتس            |
| ---- | ----- | ----------------------- |
|      | تقرير | - أناتولي فلاسيتشيف 26' |

| تي سي سبورتس | 3–1 | سايف |
| ------------ | --- | ---- |
|              |     |      |

## جولة المباريات الفاصلة
تلعب ما مجموعه 10 فرق في جولة المباريات الفاصلة: 7 فرق تدخل في هذه الجولة، و3 فائزين من الجولة التمهيدية.

| الفريق الأول            | إجم.              | الفريق الثاني         | مباراة الذهاب  | مباراة الإياب  |
| منطقة غرب آسيا          | منطقة غرب آسيا    | منطقة غرب آسيا        | منطقة غرب آسيا | منطقة غرب آسيا |
| ----------------------- | ----------------- | --------------------- | -------------- | -------------- |
| هلال القدس              | 1–2               | نادي السويق           | 0–1            | 1–1            |
| منطقة آسيا الوسطى       |                   |                       |                |                |
| Winner Central Asia 1.1 | Central Asia 2.1  | نادي خجند             | 13 فبراير      | 20 فبراير      |
| منطقة جنوب آسيا         |                   |                       |                |                |
| Winner South Asia 1.2   | South Asia 2.1[†] | Winner South Asia 1.1 | 13 فبراير      | 20 فبراير      |
| منطقة آسيان             |                   |                       |                |                |
| نادي بويونغ كيت أنغكور  | ASEAN 2.1         | نادي لاو تويوتا       | 3–3            | 2 فبراير       |
| منطقة شرق آسيا          |                   |                       |                |                |
| إركيم                   | East Asia 2.1     | هوايبول               | 13 فبراير      | 20 فبراير      |

1. † سيتم تحديد ترتيب المباريات، على أن يستضيف الاتحاد الأعلى ترتيبا مباراة الإياب.

### منطقة غرب آسيا
| هلال القدس | 0–1   | نادي السويق         |
| ---------- | ----- | ------------------- |
|            | تقرير | - علي البوسعيدي 26' |

| نادي السويق | 1–1 | هلال القدس |
| ----------- | --- | ---------- |
|             |     |            |

### منطقة آسيان
| نادي بويونغ كيت أنغكور                                             | 3–3   | نادي لاو تويوتا                           |
| ------------------------------------------------------------------ | ----- | ----------------------------------------- |
| - مايكون روجيريو سيلفا كاليجوري 6' (ركلة.)، 53' - كون لابورافي 60' | تقرير | - كازو هونما 30'، 87' - فريديريك بودا 79' |

| نادي لاو تويوتا | ضد | نادي بويونغ كيت أنغكور |
| --------------- | -- | ---------------------- |
|                 |    |                        |

## وصلات خارجية
- كأس الاتحاد الآسيوي، the-AFC.com